# Vanuatu nos Jogos Olímpicos de Verão da Juventude de 2010
Vanuatu participou dos Jogos Olímpicos de Verão da Juventude de 2010 em Cingapura. Sua delegação foi composta de 22 atletas que competiram em apenas dois esportes coletivos.

## Basquetebol
Feminino:
| Elenco                                                    | Preliminares                                                                              | Preliminares | Classificação 17-20                                       | Pos. final |
| Elenco                                                    | Grupo A                                                                                   | Pos.         | Classificação 17-20                                       | Pos. final |
| --------------------------------------------------------- | ----------------------------------------------------------------------------------------- | ------------ | --------------------------------------------------------- | ---------- |
| Christina Izono Emily Lango Lavinia Edgell Poline Maliliu | CAN Canadá D 12-27 CIV Costa do Marfim D 19-22 KOR Coreia do Sul D 8-33 RUS Rússia D 5-33 | 5º           | Cingapura D 10-26 CHI Chile D 13-17 THA Tailândia D 15-33 | 20º        |

## Futebol
Masculino:
| Elenco | Preliminares                      | Preliminares | Disputa pelo 5º lugar | Pos. final |
| Elenco | Grupo C                           | Pos.         | Disputa pelo 5º lugar | Pos. final |
| --- | --------------------------------- | ------------ | --------------------- | ---------- |
| Donald Avock, Edwin Bai, Steve Bebe, Yoan Ben, Mois Bong, Michel Coulon, Raoul Coulon, Petch Ham, Selonie Iaruel, Andre Kalselik, George Mahit, Barry Mansale, Jordy Meltecoin, Santino Mermer, Chanel Obed, Franco Tawal, Sylver Tenene, Jeleney Waiwai | BOL Bolívia D 0-2 HAI Haiti D 1-2 | 3º           | ZIM Zimbabwe V 2-0    | 5º         |